# Syndrome de Lowe
 Mise en garde médicale
Le syndrome de Lowe appelé également OCRL  (pour Oculo Cerebro Renal Lowe syndrome) a été identifié en 1952 par le docteur Charles Lowe et est caractérisé par différents signes cliniques touchant principalement les yeux, le cerveau et le rein. 

## Présentation
Les enfants atteints présentent une cataracte congénitale bilatérale, souvent accompagnée d’un glaucome, de strabismes et de lésions de la cornée. Les reins sont également atteints avec un syndrome rénal de Fanconi (non réabsorption de substances indispensables comme le bicarbonate, le sodium, le potassium, des acides aminés, l'albumine, le calcium, le phosphate et le glucose à l'organisme par le rein). Le développement du cerveau est anormal; s'ensuivent un retard de croissance associé à un retard important du développement psychomoteur incluant une hypotonie musculaire, des troubles du comportement et des crises d’épilepsie. Les complications rénales sont les causes principales de décès. L'hyperacousie est récurrente.

## Étiologie
Le gène responsable de la maladie, localisé en Xq26.1 sur le chromosome X, a été isolé en 1992. Ce gène code une protéine de 105 kDa nommée OCRL1  (pour Oculo Cerebro Renal Lowe syndrome protein) principalement localisée au niveau de l'appareil de Golgi.

La protéine OCRL1 (en) 300535 possède 71 % d’acides aminés similaires avec la PI-5 phosphatase de type II (Inpp5b). Cette homologie laissait présager qu’OCRL1 pouvait assurer une fonction de PI-5 phosphatase de type II. Une activité enzymatique déphosphorylant le PI(3,4,5)P3 et surtout le PI(4,5)P2 qui est son meilleur substrat a été mise en évidence, confirmant cette hypothèse. Il a également été montré que la protéine possède un domaine de type RhoGAP pouvant interagir avec la GTPase Rac, provoquant notamment la translocation d’Ocrl1 du réseau transgolgien vers les replis membranaires (ruffles) où la protéine peut déphosphoryler le PI(4,5)P2. Il a aussi été montré une interaction directe entre OCRL1 et la clathrine ou AP2 qui sont deux constituants essentiels des endosomes précoces, suggérant un rôle potentiel d’OCRL1 dans les mécanismes d’endocytose.

## Traitements
Il n'existe pas de traitement de fond de la maladie. Les médecins s'attachent à soigner les conséquences rénales, osseuses et oculaires du syndrome de Lowe.